# Naruto (miasto)
Naruto (jap. 鳴門市 Naruto-shi) – miasto w Japonii, w prefekturze Tokushima, położone nad cieśniną Naruto, oddzielającą wyspy: Awaji i Sikoku (Shikoku).  

## Położenie
Miasto jest usytuowane na wschodnim wybrzeżu wyspy Sikoku, nad wąską cieśniną Naruto, słynącą z ogromnych wirów wodnych. Tworzą się one w wyniku wyjątkowego układu dna cieśniny i pływów morskich, które dwa razy dziennie przenoszą w obie strony ogromne ilości wody pomiędzy Morzem Wewnętrznym (Seto-naikai) i Pacyfikiem. Wiry nie są niebezpieczne dla łodzi i można je oglądać z bliska w czasie rejsów wycieczkowych lub z zamkniętego pomostu ze szklanymi oknami w podłodze, podwieszonego pod mostem. Most Ō-naruto-kyō ponad cieśniną wzniesiono w 1988 roku. Jest jednym z najdłuższych mostów wiszących na świecie (1629 m).
Naruto jest początkiem szlaku pielgrzymkowego (Shikoku-henro) o długości ok. 1200 km do 88 świątyń, w których przebywał i studiował mnich Kūkai (Kōbō Daishi, 774–835), jedna z największych postaci japońskiego buddyzmu shingon. Pierwsze dwie świątynie pielgrzymki, znajdujące się na terenie miasta, to Ryōzen-ji i Gokuraku-ji. 
Naruto połączone jest z wyspą Awaji i miastem Kobe na wyspie Honsiu (Honshū) mostami Ō-Naruto-kyō i Akashi Kaikyō. Miasto jest bramą do Sikoku – najmniejszej i najmniej zaludnionej z czterech głównych wysp Japonii.

## Kultura
Otwarte w 1998 roku Otsuka Art Museum (Ōtsuka Kokusai Bijutsu-kan) w mieście Naruto to największa stała wystawa w Japonii (powierzchnia całkowita 29 412 m²), w której znajdują się pełnowymiarowe reprodukcje arcydzieł sztuki zachodniej od starożytności po czasy współczesne, wykonane specjalną techniką na dużych płytach ceramicznych w rozmiarach identycznych z oryginalnymi dziełami. Kolekcja obejmuje ponad 1000 dzieł wybranych ze 190 muzeów w 26 krajach, w tym przykłady twórczości: Michała Anioła (1475–1564), El Greco (1541–1614), Goi (1746–1828), Moneta (1840–1926), Picassa (1881–1973). Prezentuje także reprodukcje ołtarzy, grobowców i całych sal, takich jak wnętrze Kaplicy Sykstyńskiej.
W części miasta o nazwie Ōtani wytwarzane są tradycyjne naczynia ceramiczne ōtani-yaki, które w przeszłości służyły dla przemysłu farbiarskiego indygo i były bardzo duże. Są one wytwarzane od ponad 200 lat przy użyciu specjalnej techniki, stosowanej do dziś. Przy formowaniu ceramiki o dużych rozmiarach stosuje się metodę ne-rokuro („leżące koło garncarskie”), która polega na pracy w parach. Jeden pracownik kształtuje glinę, a drugi leżąc na boku na podłodze, napędza koło stopą.

## Galeria

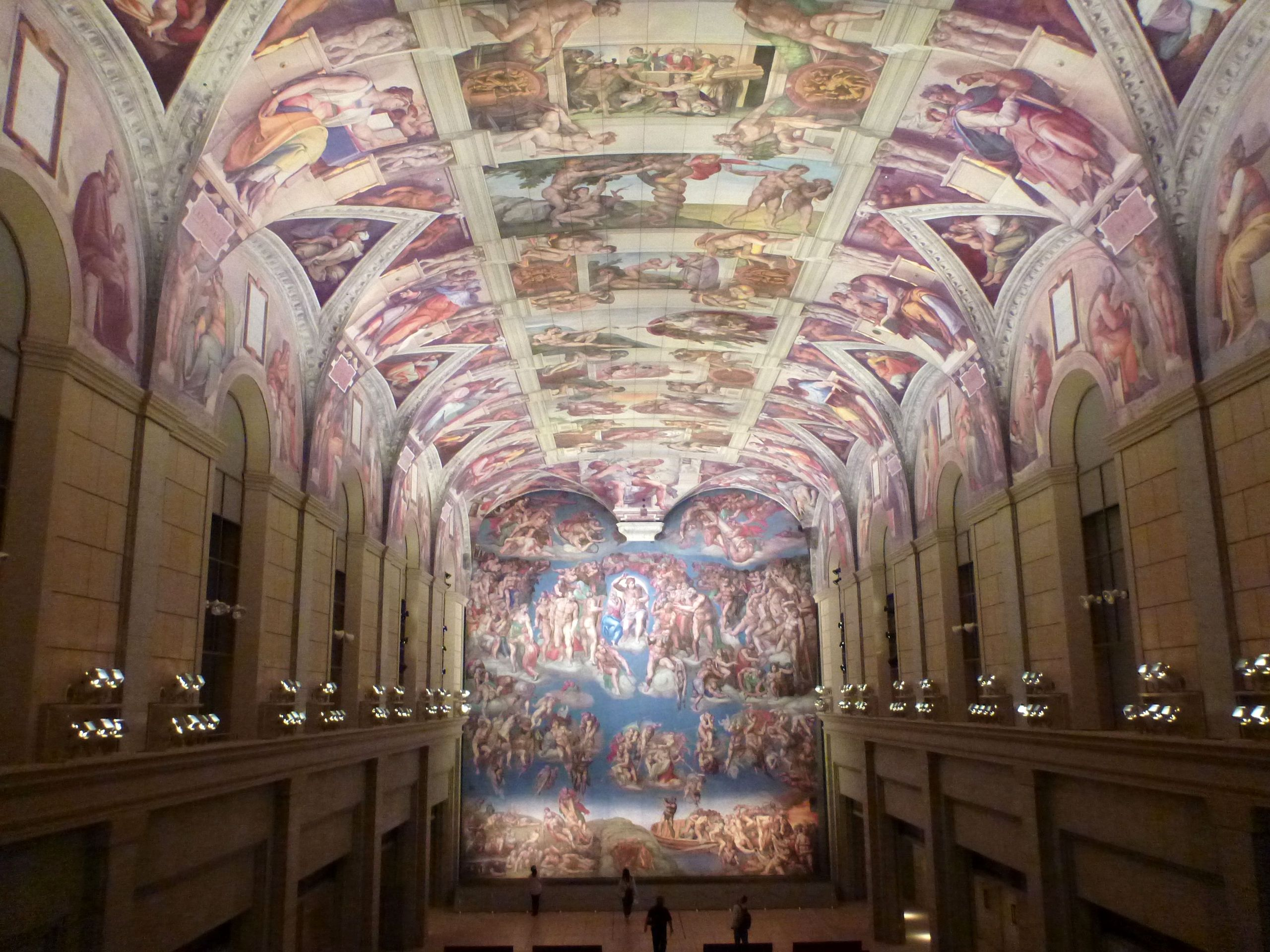
Otsuka Musem of Art, odtworzona Kaplica Sykstyńska
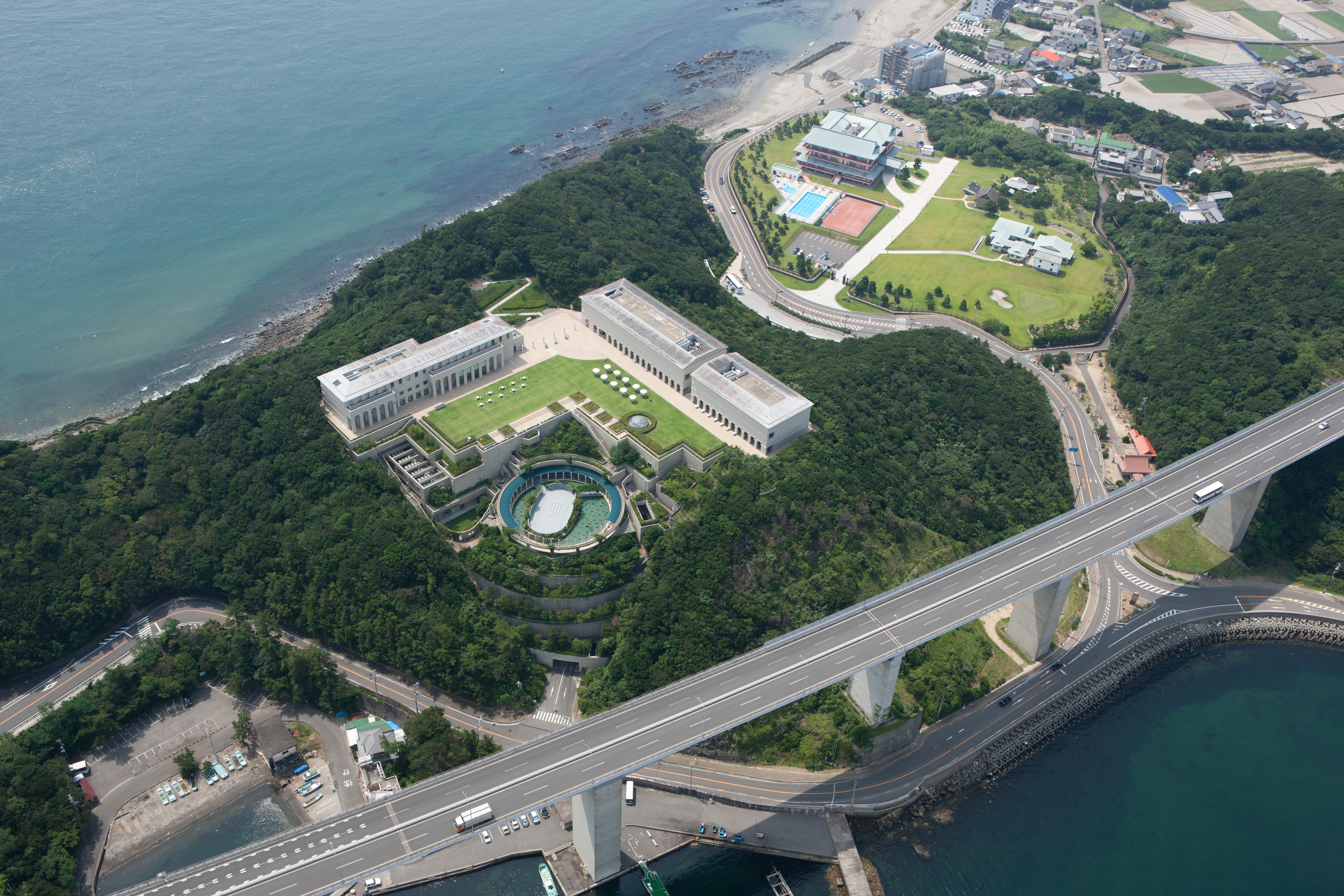
Widok z lotu ptaka
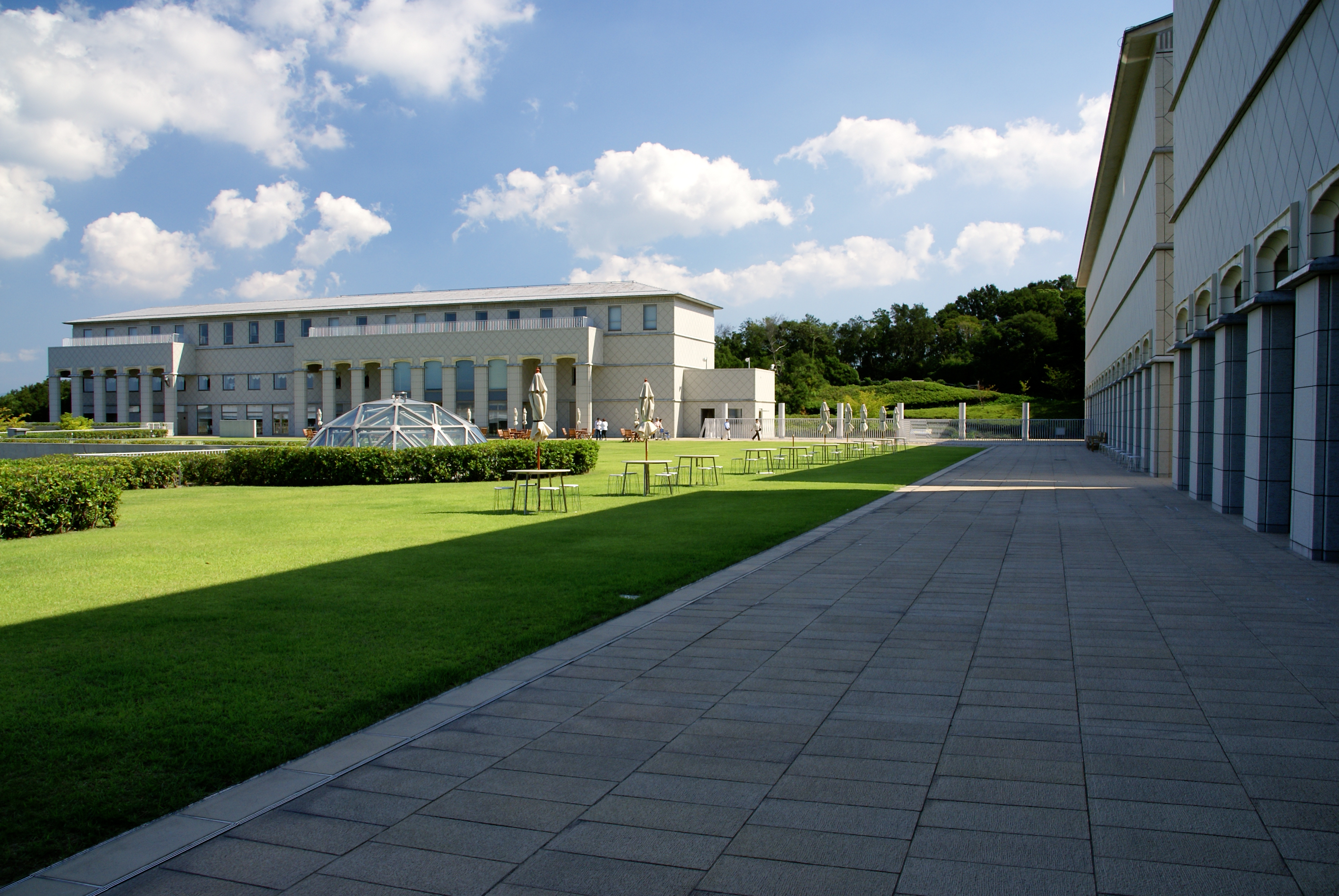
Widok z zewnątrz
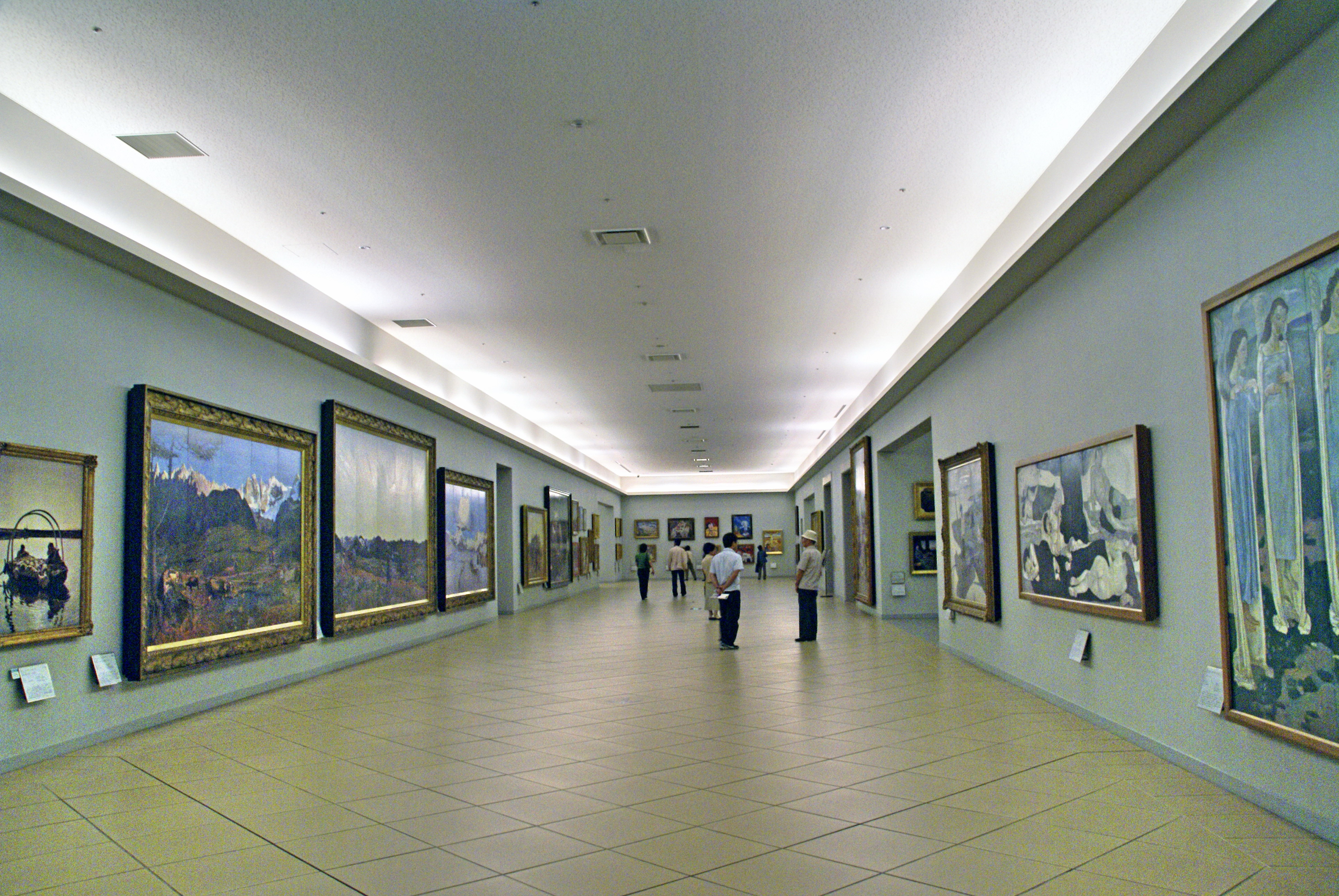
Sala wystawowa
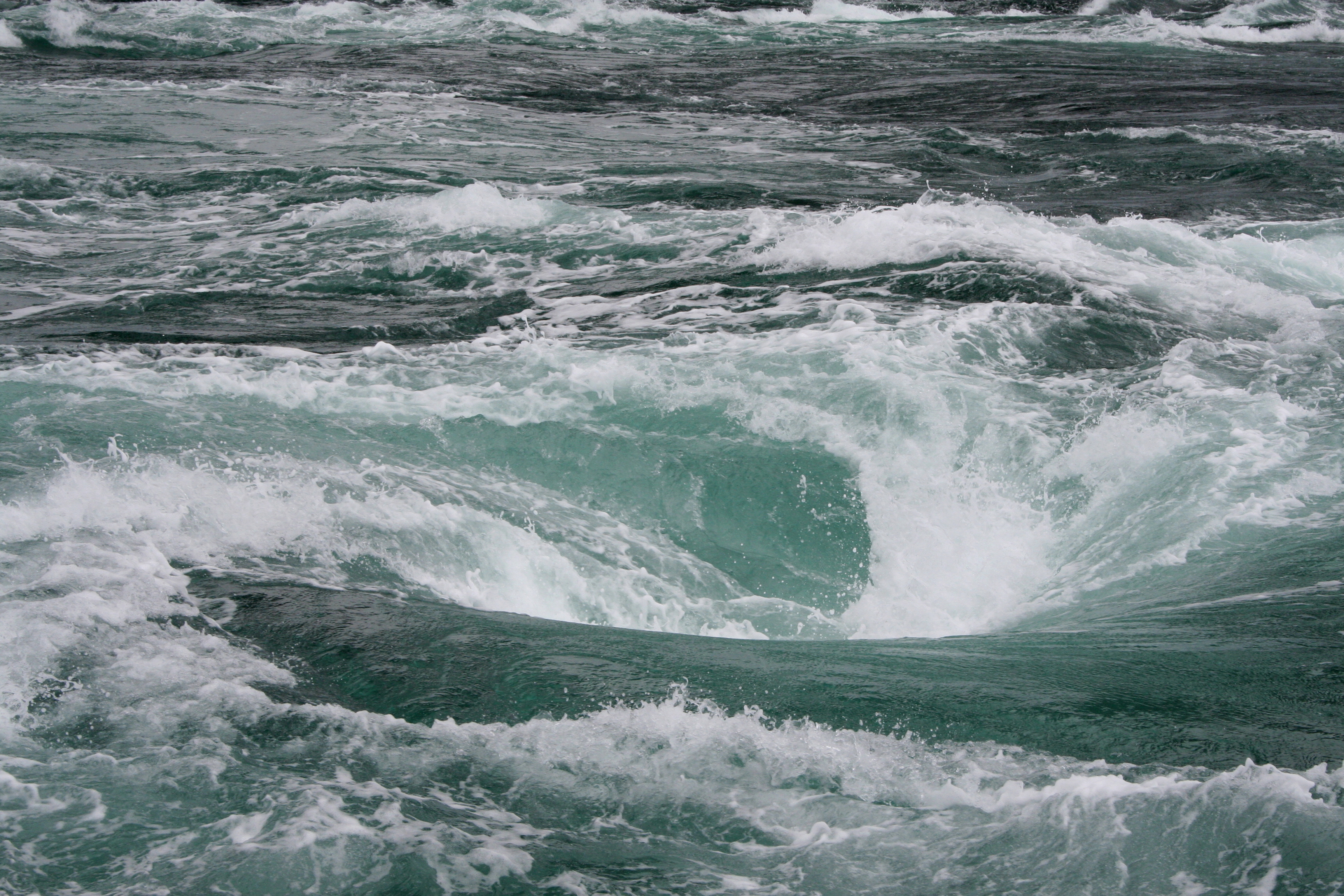
Wiry Naruto
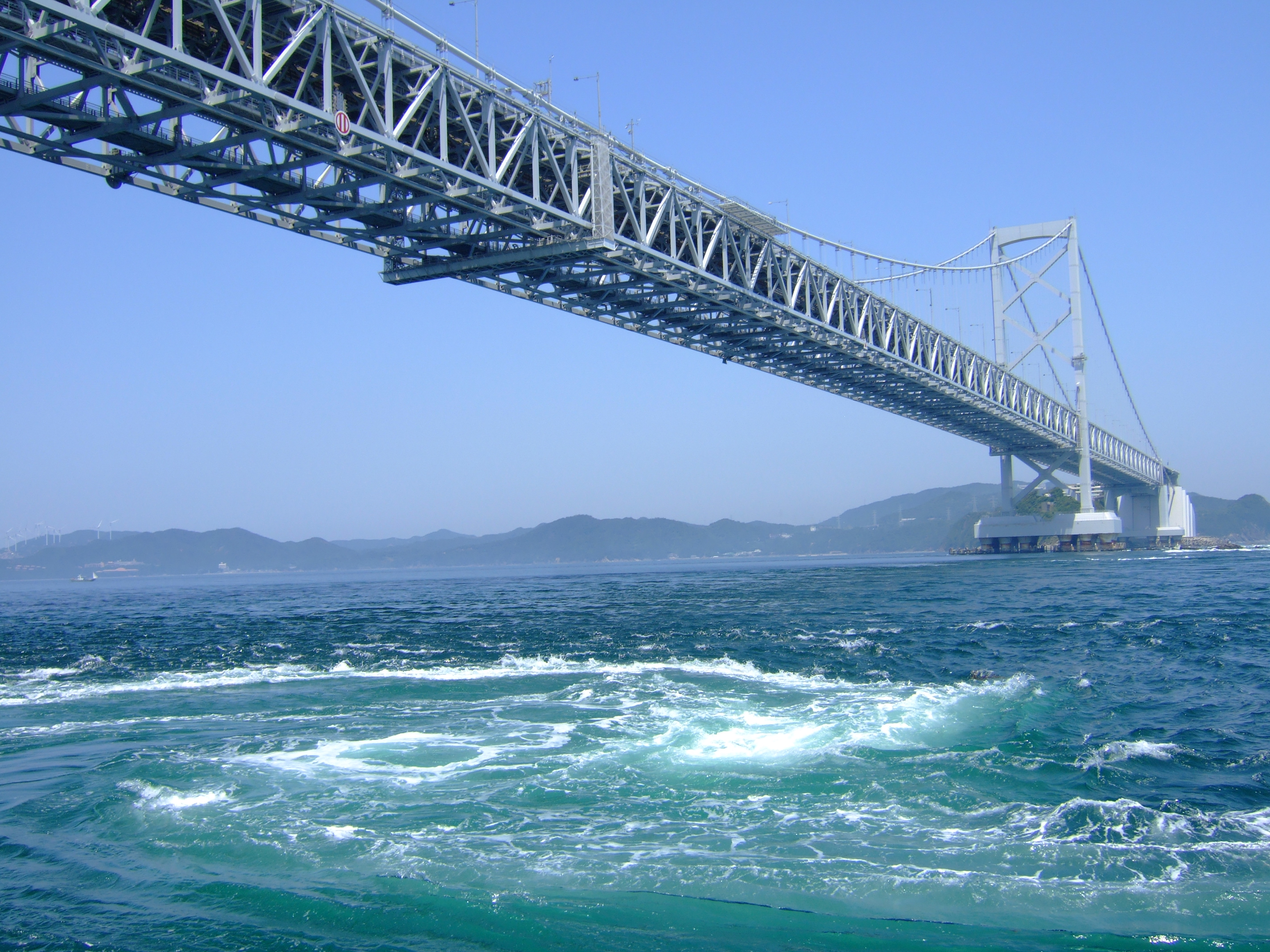
Ō-Naruto-kyō